# Schledde (Ahse)
Die Schledde ist ein 17,5 km langer und orografisch linker Nebenfluss der Ahse im nordrhein-westfälischen Kreis Soest.

## Name
Der Name „Schledde“ ist identisch mit der regionalen, im Umfeld der Nordabdachung des Haarstrangs vorkommenden Bezeichnung „Schledde“ für ein Temporärgewässer (oder auch das Tal eines solchen Gewässers).
Das deutsche Gewässernamenbuch führt zwei mögliche Herleitungen für das Wort „Schledde“ auf, rekonstruiertes germ. slidjō (zu „gleiten“ mit Verwandtschaft zu „Schlitz“) oder rekonstruiertes germ. slada (mit verwandten Bedeutungen wie „Abhang“, „Graben“,„Tal“).

## Geographie

### Verlauf
Die Quelle der Schledde liegt auf dem Haarstrang am südlichen Ortsrand von Wippringsen auf einer Höhe von 270 m ü. NN. Von hier aus fließt sie in vorwiegend nördlicher Richtung. Ihr Weg führt sie dabei am östlichen Ortrand von Soest vorbei. Nach 17,5 km mündet die Schledde auf 71 m ü. NN linksseitig in die Ahse. Auf ihrem Weg überwindet die Ahse einen Höhenunterschied von 199 m, wobei sie ein Gebiet von 48,143 km² entwässert.

### Nebenflüsse
- Lendringser Schledde – 4,1 km [2] langer, rechter Nebenfluss auf 137 m ü. NN [4]
- Supbieke – 1,5 km [2] langer, rechter Nebenfluss auf 82 m ü. NN [4]
- Bliebkesgraben – 2,2 km [2] langer, linker Nebenfluss auf 81 m ü. NN [4]
- Roßbach –  1,7 km [2] langer, rechter Nebenfluss auf 76 m ü. NN [4]
- Kattroper Bach – 3,8 km [2] langer, linker Nebenfluss auf 76 m ü. NN [4]

Die Schledde
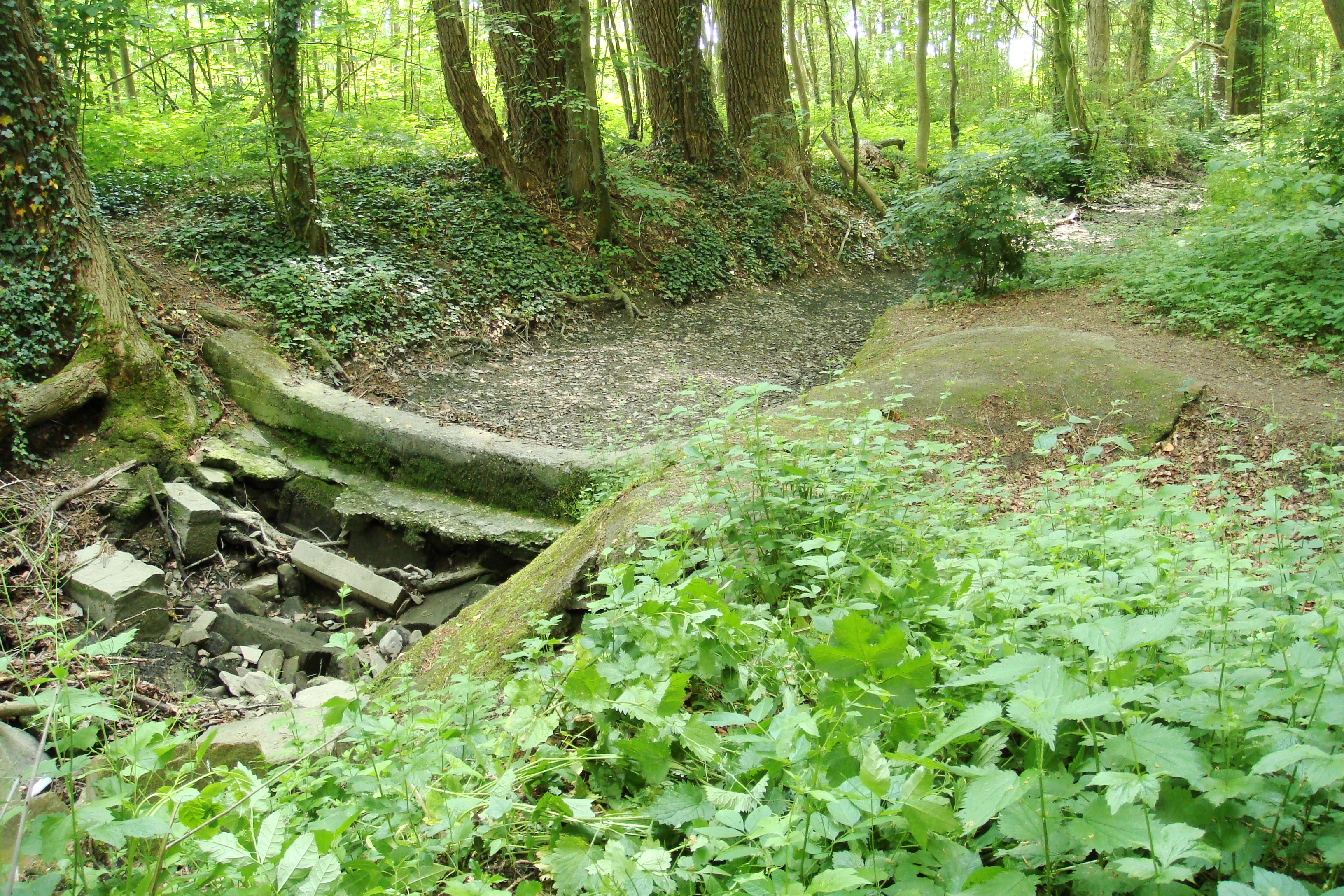
Trockengefallen im Sommer
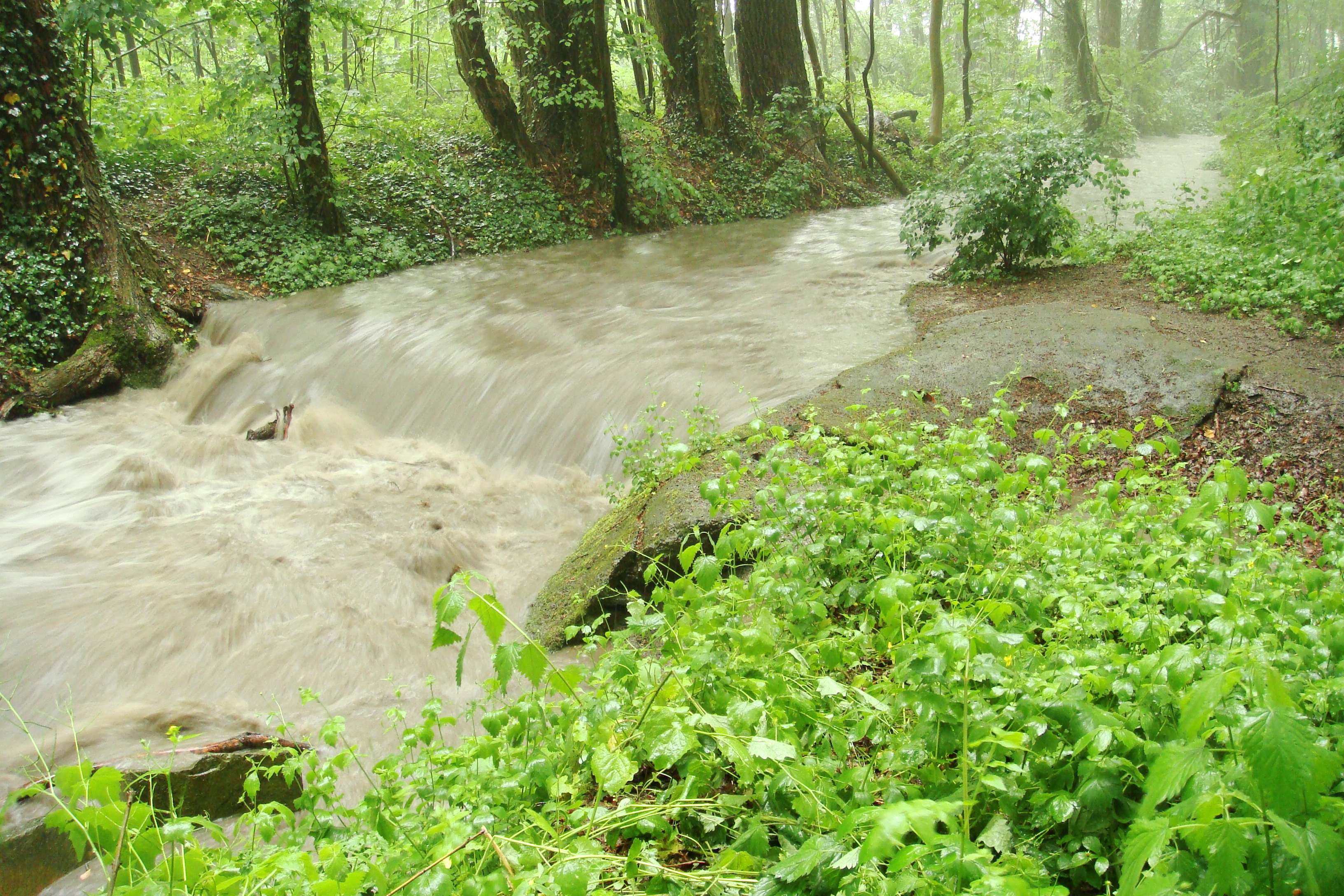
Während eines Sommergewitters
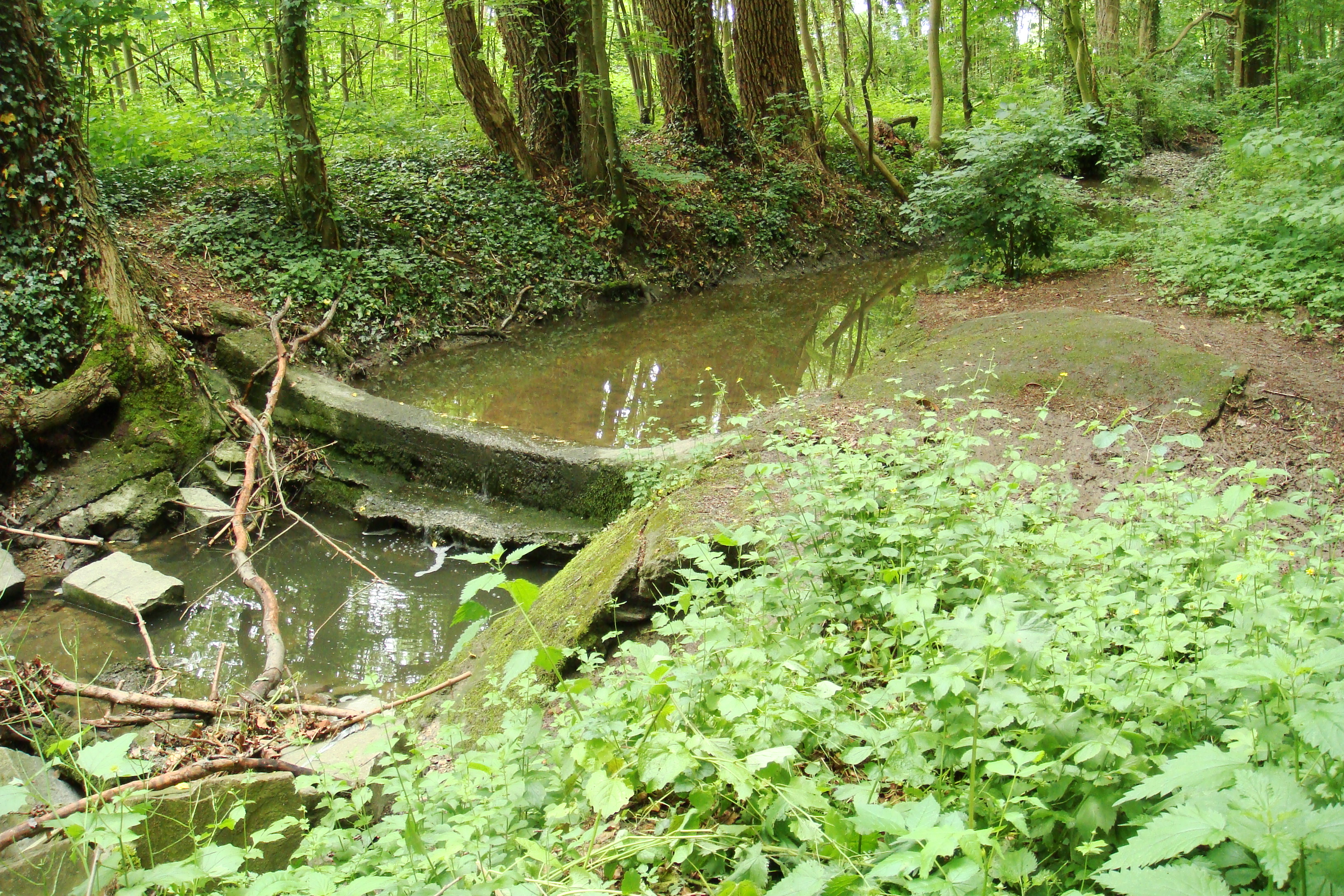
Ein Tag nach Gewitter
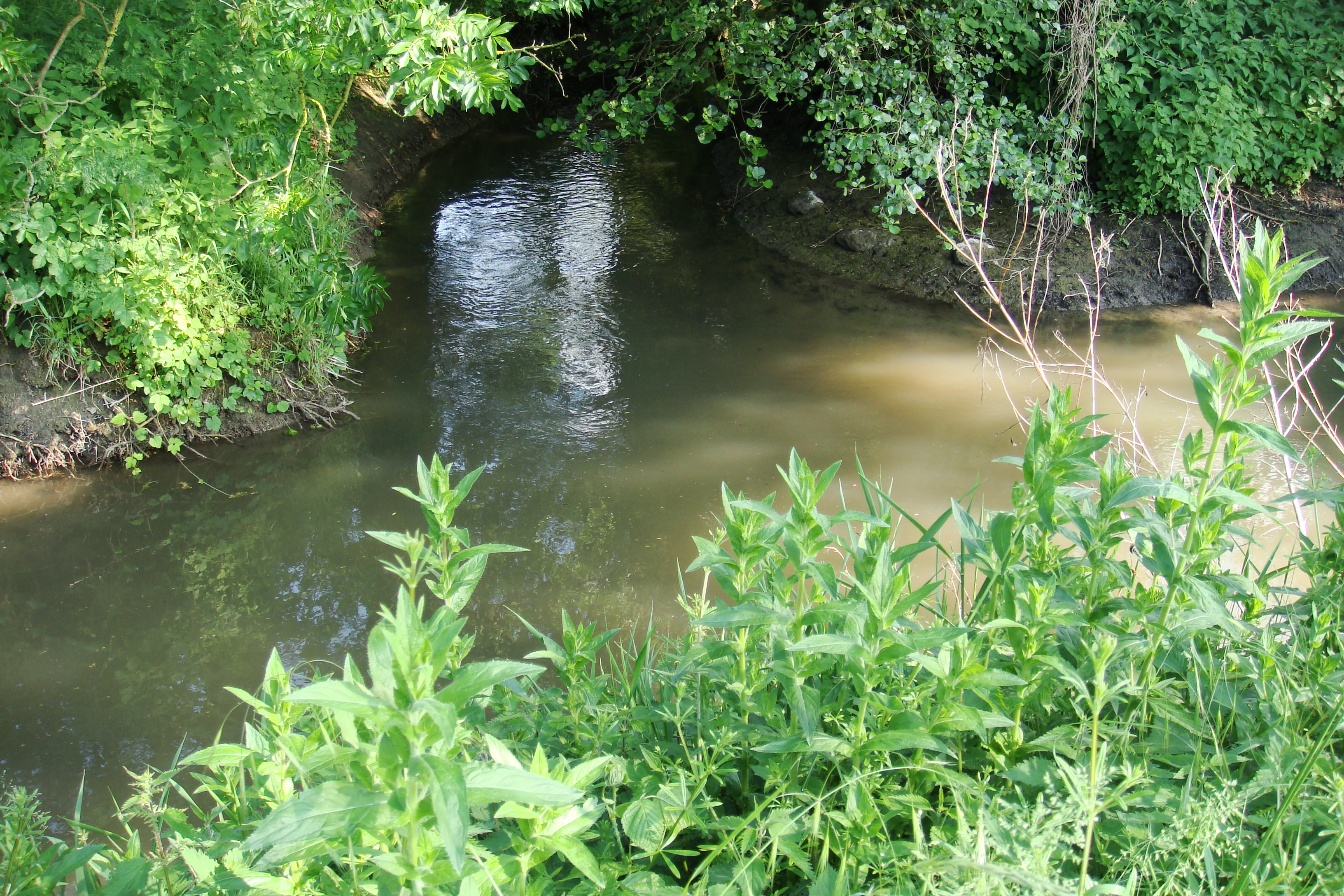
Mündung in die Ahse